# Iwan Poustochkine
Iwan Poustochkine (Den Haag, 10 februari 1918 – Rotterdam, 3 januari 1978) was de jongste zoon van de keizerlijke Russische diplomaat Paul Poustochkine. Door de Russische Revolutie strandde de familie, zonder inkomen, in Nederland. De Poustochkines behoorden tot de Russische ongetitelde adel en zijn nooit ingelijfd in de Nederlandse adelstand.
Koningin Wilhelmina der Nederlanden was verwant aan de Romanovs. Zij had ook sympathie voor de Russische vluchtelingen. Met haar ondersteuning konden de zoons van Paul Poustochkine en Nathalie Likhachev, Iwan Poustochkine en Constantin Poustochkine, respectievelijk geneeskunde, gynaecologie en rechten studeren.
De beide zoons richtten in de jaren 30 het eerste Haagse jazzorkest de Swing Papa’s op en dat was het begin van de jazzscene in Den Haag. 
- International Standard Name Identifier: 0000 0003 9209 6806
- Nederlandse Thesaurus van Auteursnamen: 093676255
- Virtual International Authority File: 200541158
- WorldCat: E39PBJbCQpY8tmvCmxfv6Q3G73